# Lovenella nodosa
Lovenella nodosa är en nässeldjursart som beskrevs av John Fraser 1938. Lovenella nodosa ingår i släktet Lovenella och familjen Lovenellidae. Inga underarter finns listade i Catalogue of Life.